# Contea di Montgomery (Missouri)
La contea di Montgomery in inglese Montgomery County è una contea dello Stato del Missouri, negli Stati Uniti. La popolazione al censimento del 2000 era di 12 136 abitanti. Il capoluogo di contea è Montgomery City